# M/S Stora Le
Stora Le är ett arbetsmotorskepp stationerat i Västerås sedan 2014.
Skeppet byggdes i järn 1898 av Thorskogs mekaniska verkstad i Torskog i Lilla Edets kommun. Det hette då Isbjörn III och hade en kompoundångmaskin på 80 hk. Den ägdes ett tag av Surte bruk och hette då Surte. 1935 såldes den till Bogserbolaget Sven i Göteborg och döptes då till Sigge, senare ägd av Billners kolimport under namnet Pär. Ångmaskinen ersattes av en Bolinders råoljemotor på 75 hk 1948. Återigen 1950 blev den ägd av Bogserbolageet Sven, under namnet Sture. 1956 fick den en Caterpillar 6-cylindrig dieselmotor på 182 hk.1981 utrangerades den och såldes till Stig Holm Gustafsfors och fick namnet Stora Le. År 2004 anges vara arbetsskepp. Stora Le sjönk 2014 vid Lövuddens marina i Västerås, men lyftes omgående. Registrerad i Västerås.